# Olenecamptus indianus
Olenecamptus indianus là một loài bọ cánh cứng trong họ Cerambycidae.